# Jacques Pilhan
Jacques Pilhan, né le 31 août 1943 à Tarnos (Landes) et mort le 28 juin 1998 dans le 8ème arrondissement de Paris, fut un publicitaire et un conseiller en communication politique des présidents François Mitterrand et Jacques Chirac.

## Formations et personnalité
Bachelier à 15 ans, il devient par la suite dilettante, changeant régulièrement d'année universitaire (histoire, droit), jouant beaucoup au poker et lisant des écrivains comme Guy Debord ou des chercheurs de l'École de Palo Alto qui l'influenceront beaucoup. Autodidacte, il s'inscrit culturellement dans le courant de la gauche situationniste. Selon le journaliste François Bazin, « Pilhan s'entourait de gens férus d'anthropologie, de psychanalyse, de peinture, d'art. Pilhan avait un fonds culturel baroque, de transgression. Aujourd'hui, tout le monde sort du modèle Sofres ou Sciences-po ». Il disait « l'intelligence c'est la simplicité »[réf. nécessaire]. En 1979, il est recruté dans l'agence de publicité RSCG par Jacques Séguéla en tant que directeur des stratégies.

### Marketing politique
En 1981, il travaille avec  Jacques Séguéla et Gérard Colé durant la campagne de François Mitterrand candidat de la « force tranquille ». Pour Jacques Pilhan, le slogan La force tranquille est le produit d'un travail collectif. Il la doit tout d'abord à Jacques Séguéla et à deux créatifs de son agence, dont Christian Michel pour la création visuelle. Il disait : « J'y ai ma part pour ce qui regarde la stratégie dont la force tranquille fut l'expression la plus forte ». » Puis, il fonde en 1984 sa propre agence de publicité, Temps public. Cette agence a été créée avec l'accord de François Mitterrand, au moment du tournant de la rigueur. Elle avait pour vocation « la gestion de l'image publique du président de la République mais aussi celles d'institutions ou d'entreprises… ». Il était dans les années 1980, un des rares spécialiste et pratiquant en France de la théorie de l'École de Palo Alto.
À partir de 1983, Dans le tandem Gérard Colé / Jacques Pilhan, Gérard Colé était le conseiller apparent à l'Élysée, tandis que Jacques Pilhan restait dans l'ombre à Temps public. Il disait : « Pour être efficace dedans, il faut être dehors, autrement tu deviens un courtisan ». Puis il reste seul le seul conseiller en communication du président en juillet 1989 quand Gérard Colé prend la présidence de la Française des jeux. Il demeure le conseiller de François Mitterrand jusqu au terme de son second mandat en 1995.
En septembre 1990, il prend la direction de la société Bélier (filiale d'Euro-RSCG qui a racheté en juillet 1990 Temps public), quatrième entreprise publicitaire de France, puis est nommé directeur général adjoint du groupe Havas en 1991.

### Un communicant politique: le «stratège du désir»
Jacques Pilhan exerçait la profession de communicant politique, adepte du marketing politique. Pour lui, cette nouvelle profession émergente au début des années quatre-vingt ne peut réellement se définir, même se nommer, « Lacan disait que ce qui ne peut pas se nommer n'existe pas. J'ai bien peur que cela s'applique à mon métier. Aucun nom ne peut lui être donné. »
Par ailleurs, il porte un regard lucide sur l'influence des publicitaires dans l'apparition de la communication politique. « Ils ont donné à ce métier à peine naissant une image de tireurs de ficelles prétendant instrumentaliser les hommes publics au nom d'une connaissance des comportements sociaux acquise au travers d'études financées par leurs clients commerciaux. ».
Cette « stratégie du désir » reposait sur une maîtrise du manque et par un rapport de force avec les médias. Le président devait sélectionner strictement ses interventions entrecoupées de plages de silence, pour susciter le désir, imposer ses conditions aux journalistes et marquer les esprits durablement. Les techniques de marketing utilisées étaient particulièrement décalées car elles reposaient, outre les sondages, sur l'usage intensif de « focus groups », c'est-à-dire de groupes de personnes régulièrement interviewés à partir d'une approche projective, sur toutes sortes de question, ainsi que sur l'usage des sociostyles.

### L'inventeur du plan média politique: l'écriture médiatique
Dans son approche originale du marketing politique fondée sur la recherche du désir par l'écriture médiatique, Jacques Pilhan est l'inventeur du plan média. En 1995, il affirme que «jusqu'à une date toute récente, les hommes politiques se contentaient de répondre au coup par coup à la demande des médias. Leur attachée de presse répercutait les sollicitations : un journal de 20 heures, une émission de radio, une interview pour le journal. Ce que j'ai introduit là-dedans, c'est le concept de plan média. Plutôt que de répondre de manière pavlovienne aux propositions des journalistes, on préfère aller dans tel média — télé, radio ou écrit — selon l'effet que l'on veut obtenir, et à tel moment, selon la séquence dans laquelle on se trouve. Vous commencez à ce moment-là à passer d'une gestion réactive de la demande des médias à une volonté d'imposer votre choix et votre rythme propres, votre écriture médiatique.»
Il commence a dispenser ses conseils politiques à Jacques Chirac en 1993 selon François Bazin, Le Sorcier de l'Élysée : l'histoire secrète de Jacques Pilhan, Paris, Plon, 2009, 429 p. (ISBN 978-2-259-20887-1). En 1995, Jacques Chirac, élu président de la République, le garde comme conseiller en communication. Il forme la fille de celui-ci, Claude, avant d'être emporté par un cancer du poumon à l'âge de 54 ans.

### Portrait satirique
L'écrivain Erik Orsenna (Eric Arnoux, prix Goncourt pour le roman L'exposition coloniale) , qui fut le "nègre" ou la plume de François Mitterrand dont il rédigeait les discours, a publié un livre de souvenirs (intitulé Grand Amour) qui est une chronique malicieuse de cette époque où il résidait à l'Élysée.
Il y décrit, avec une bonne dose d'ironie mordante, l'arrivée à l'Élysée de Gérard Colé et de Jacques Pilhan, venus du monde de la publicité, et aux apparences ostentatoires (berlines Jaguar de luxe couleur framboise métallisée et code vestimentaire flamboyant inhabituel dans le mode politique) .
Il les a "décorés" de surnoms qui leur ont longtemps collé à la peau : Gérard Colé était affublé du sobriquet "Tout en daim" et Pilhan était surnommé "Hilditch and Key" (un chemisier de luxe londonien).
Au delà de l'anecdote, Orsenna a ainsi mis en évidence la place croissante (voire envahissante) prise par les conseillers en communication dans la sphère politique.